# David Guzmán
David Alberto Guzmán Pérez (Hatillo, San José, Costa Rica, 18 de febrero de 1990) es un futbolista costarricense que juega de mediocentro defensivo en el Deportivo Saprissa de la Primera División de Costa Rica. Conocido popularmente como "El Loco Guzmán".
Se desenvuelve como volante en la recuperación, pero puede variar de puesto para adaptarse a funciones defensivas y en el ataque. Debutó en 2009 con el Deportivo Saprissa, luego de formar parte de la cantera. En su primer torneo, fue galardonado con el premio al mejor novato, con tan solo 19 años. Se hizo con los títulos de Verano 2010 y 2014, también de los Inviernos 2014, 2015 y 2016, y el Torneo de Copa en 2013.
Ha representado a la selección costarricense desde 2010, siendo miembro de los escuadrones que llegaron a la final de la Copa Centroamericana de 2011, y de los cuartos de final de la Copa de Oro de la Concacaf en 2011, 2015 y 2021, así como de las semifinales en su edición de 2017. También se destaca su participación en la Copa Mundial de 2018. A nivel inferior se proclamó campeón del Campeonato Sub-20 de la confederación en 2009, además fue parte del histórico cuarto lugar en el Mundial de Egipto en ese año. Otras participaciones fueron con la Sub-17 en el Torneo de Concacaf y el Mundial de Corea del Sur, ambos en 2007.

## Trayectoria

### Deportivo Saprissa
Forjado en las categorías inferiores del Deportivo Saprissa, el mediocentro defensivo disputó competiciones internacionales amistosas, como la Copa Dallas y la Copa Chivas. Posteriormente fue ascendido a la plantilla principal por el entrenador Jeaustin Campos. Debutó oficialmente el 16 de agosto de 2009, en la primera fecha del Campeonato de Invierno. Su club enfrentó a San Carlos en el Estadio Carlos Ugalde. Guzmán fue titular los 90 minutos y sus compañeros Javier Loaiza y Michael Barrantes anotaron para la victoria de 1-2. En toda la competencia, el futbolista contabilizó 8 apariciones. Al finalizar la etapa de clasificación, el conjunto saprissista alcanzó la cuarta posición del grupo A y séptimo de la general, quedando fuera de la zona de cuartos de final. A pesar de esta situación, David fue galardonado con el premio al novato del torneo, con tan solo 19 años.
A partir del Campeonato de Verano 2010, el Saprissa cambió de entrenador y nombró a Roy Myers. El centrocampista marcó su primer gol el 21 de marzo, en la visita al Pérez Zeledón. Al término de la fase regular, los morados lograron el primer lugar del grupo A con 35 puntos, por lo que avanzaron a la siguiente etapa. En semifinales, su equipo tuvo como rival al Santos de Guápiles; la ida culminó con victoria 0-1, mientras que la vuelta en empate sin anotaciones. Debido al resultado global, su club continuó en la búsqueda del trofeo. Las finales fueron ante San Carlos, el cual tuvo una destacada participación durante las jornadas. En la ida, Guzmán marcó un gol en el triunfo de 2-4 en condición de visitante. La vuelta se desarrolló en el escenario deportivo de los tibaseños, donde la victoria de 3-0 les dio el título «29» en su historia. Por otra parte, el mediocampista tuvo 7 juegos de participación en los que consiguió dos goles.
El Torneo de Invierno 2010 comenzó a significar mucha más regularidad para el jugador morado, ganando un total de 11 apariciones y desempeñando su rol en la contención del equipo. Sin embargo, el Saprissa quedó en el penúltimo puesto con 16 puntos. Por otra parte, su club además de la competencia nacional, también debió disputar la Concacaf Liga de Campeones, en la cual obtuvo el segundo lugar de la tabla con 10 puntos, y por consiguiente la clasificación a la siguiente fase.
La situación cambiaría radicalmente en el Campeonato de Verano 2011, competición en la que Guzmán obtuvo participación por 13 partidos, y anotó 2 goles. En el torneo de la confederación, su club derrotó exitosamente al Olimpia hondureño en la ida y vuelta, con marcadores de 1-0 y 1-2, respectivamente. Las semifinales fueron ante el Real Salt Lake de Estados Unidos; la pérdida de 2-0 en la ida y la victoria de 2-1 en la vuelta fueron insuficientes en las aspiraciones al título, ya que el global favoreció a los rivales. En el campeonato nacional, el equipo quedó eliminado en semifinales por San Carlos.
En el Campeonato de Invierno 2011, el centrocampista contabilizó 11 cotejos disputados, mientras que su club avanzó a la etapa eliminatoria tras ubicarse en el tercer lugar con 35 puntos. Sin embargo, los saprissistas serían eliminados en la ronda de semifinales contra Alajuelense.
Por la alta competencia en la posición y las decisiones técnicas de Alexandre Guimarães, el futbolista únicamente contó con 12 participaciones en el Campeonato de Verano 2012. En las semifinales del torneo, la victoria de 1-0 y la derrota con el mismo marcador frente al Santos, hicieron que los morados quedaran eliminados, a causa de la ventaja deportiva de los santistas tras ubicarse en el segundo lugar de la tabla.
Desde el inicio del Torneo de Invierno 2012, la dirigencia tibaseña nombró al uruguayo Daniel Casas como el nuevo estratega. El mediocentro defensivo tuvo 10 juegos en total, y estuvo presente en la obtención del segundo lugar de la clasificación, teniendo esta vez la ventaja deportiva a favor. Sin embargo, la eliminación del equipo en su propio estadio contra el Herediano en semifinales, repercutió en la renuncia de Casas.
Después del nombramiento de Ronald González como el director técnico, las oportunidades de Guzmán en la titularidad se disminuyeron considerablemente. En el Campeonato de Verano 2013 solamente fue partícipe en 4 ocasiones. Por otra parte, los morados volvieron a lograr la clasificación a semifinales. No obstante, los empates en la ida y vuelta ante el Cartaginés fueron la causa de la nueva eliminación de su equipo en esta instancia, ya que los brumosos se quedaron con la ventaja deportiva al término de las 22 jornadas.
Los organizadores de las competencias costarricenses retomaron la iniciativa de los Torneos de Copa, en la que la primera edición tuvo lugar en el 2013. Las victorias sobre Guanacasteca, Uruguay de Coronado y Cartaginés, facilitaron el camino a los saprissistas para llegar a la final. Esta serie fue de partido único contra Carmelita en el Estadio Nacional. El empate sin goles hizo que el ganador se decidiera mediante los lanzamientos desde el punto de penal. Las cifras de 4-2 favorecieron a su conjunto, coronándose campeón.
En el Campeonato de Invierno 2013, el centrocampista volvió a encontrar ritmo en su posición como en torneos anteriores. Logró un total de 10 encuentros disputados y su equipo nuevamente fue eliminado en semifinales, por el mismo motivo de la ventaja deportiva, la cual ayudó a Alajuelense.
Su consolidación y confianza en su juego le hizo ganarse un espacio en la alineación titular. Durante todo el Campeonato de Verano 2014, se desempeñó como volante en la contención al lado de su compañero Yeltsin Tejeda. Obtuvo 22 apariciones y su club terminó líder de la tabla de posiciones, por lo que avanzó a la etapa eliminatoria. Las semifinales se llevaron a cabo contra la Universidad de Costa Rica; la ida acabó en empate a dos tantos y la vuelta con victoria de 2-0, llegando a la final tras constantes intentos fallidos en el pasado. La igualdad sin anotaciones en la ida de la final contra Alajuelense y el triunfo de 1-0 en la vuelta, adjudicó a su equipo con el título de campeón número «30».
En el Torneo de Copa 2014, su club superó la fase de grupos después de vencer a Cariari, Santos de Guápiles y Limón, ubicándose líder. En las semifinales, los dos empates ante el Herediano obligaron la serie a los penales, donde su conjunto ganó con cifras de 6-5. En la final, el equipo saprissista perdió la opción de lograr el bicampeonato tras la derrota de 3-2 contra el Cartaginés.
Para el Campeonato de Invierno 2014, Guzmán se convirtió en el único volante de contención debido a la salida de Tejeda. A finales de septiembre, Ronald González fue rescindido de su ocupación por malos resultados y Jeaustin Campos se encargó de dirigir al equipo. El Saprissa alcanzó el liderato de su grupo en la Concacaf Liga de Campeones, por encima del Real Estelí de Nicaragua y del Sporting Kansas City de Estados Unidos. Al acabar la etapa de las 22 fechas, su club logró el cuarto lugar con 41 puntos. En las semifinales, su conjunto hizo frente a Alajuelense, el cual obtuvo el primer puesto con 53 puntos. La ida fue de victoria 1-0, con gol de su compañero Heiner Mora al cierre del partido; mientras que la vuelta culminó empatada a un tanto. El global fue de 1-2, llegando a la siguiente instancia. Las finales fueron contra el Herediano; el triunfo de 4-2 en la ida y la igualdad a un gol en la vuelta, dieron el trofeo número «31» en la historia del equipo.
En el Torneo de Verano 2015, el jugador tuvo actuación en 19 jornadas y logró 4 anotaciones. Por otra parte, su club enfrentó al América de México por los cuartos de final de la competencia continental. Las derrotas de 0-3 en la ida y 2-0 en la vuelta acabaron con las aspiraciones de trascender a nivel internacional. Una vez finalizada la fase de clasificación de la liga local, el cuadro tibaseño obtuvo el primer lugar de la tabla de posiciones. Sin embargo, perdió en las semifinales ante Alajuelense con marcador global de 1-2.
Su cantidad de apariciones bajaría un poco en el Campeonato de Invierno 2015, tras sufrir dos lesiones en encuentros importantes. El 17 de septiembre, la dirigencia morada rescindió los contratos de Jeaustin Campos y José Giacone del banquillo, para nombrar al exfutbolista Douglas Sequeira como el director técnico interino. No obstante, un mes después fue reemplazado por Carlos Watson por la pérdida de 6-1 ante el Santos Laguna de México, lo cual repercutió en la eliminación en fase de grupos de la Concacaf Liga de Campeones. Los buenos resultados acompañaron a su conjunto, donde Guzmán estuvo en 13 juegos y anotó un gol. Al término de la primera etapa del torneo nacional, los saprissistas obtuvieron el tercer lugar de la tabla de posiciones y por consiguiente el avance a la ronda eliminatoria. La victoria de 2-3 en el global sobre el Herediano en semifinales y el triunfo con cifras agregadas de 1-4 contra Alajuelense, valieron para el título «32» de los tibaseños.
En el Campeonato de Verano 2016 obtuvo la regularidad por 13 encuentros, en los que fue expulsado en dos ocasiones. La primera de ellas fue de tarjeta roja directa contra el Herediano el 20 de marzo, mientras que la segunda fue de doble acumulación de tarjetas amarillas en el clásico costarricense frente a Alajuelense el 17 de abril; ambos partidos terminaron con victorias de 1-0. Su equipo clasificó de segundo lugar de la tabla y avanzó a la etapa de eliminación. El juego de ida se disputó ante los liguistas en el Estadio Morera Soto, el 30 de abril. Guzmán tuvo participación los 90 minutos y su conjunto perdió con cifras de 2-0. Al día siguiente el futbolista sostuvo una situación no perteneciente al deporte, por lo que la dirigencia saprissista tomó la decisión de dejarlo por fuera en la serie de vuelta. En este último cotejo su club volvió a salir derrotado, esta vez con marcador de 1-3. Debido al resultado global de 1-5, los morados quedaron sin la posibilidad de revalidar el título.

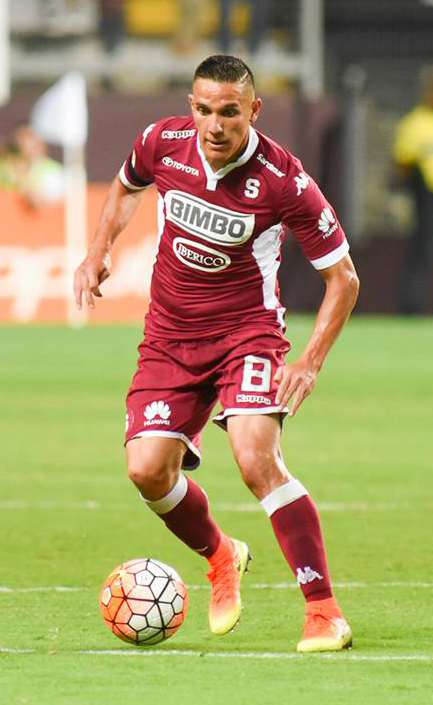
David en un juego de pretemporada en julio de 2016.

Luego de su ausencia en el torneo anterior, el mediocentro reapareció en la primera fecha del Campeonato de Invierno 2016, donde su equipo hizo frente al recién ascendido San Carlos, el 16 de julio en el Estadio Nacional. Su compañero Ulises Segura inició la cuenta para los saprissistas, mientras que Guzmán hizo el segundo tanto al minuto 42'. Después el panameño Rolando Blackburn alcanzó el tercer gol, pero el rival igualó en el marcador para que el juego finalizara 3-3. El 18 de agosto se inauguró la Concacaf Liga de Campeones en la que su club, en condición de local, tuvo como adversario al Dragón de El Salvador. El futbolista fue titular en este partido y el resultado culminó en triunfo con marcador abultado de 6-0. El 25 de agosto se desarrolló la segunda fecha de la competencia continental, de nuevo contra los salvadoreños, pero de visitante en el Estadio Cuscatlán. Tras los desaciertos de sus compañeros en acciones claras de gol, el resultado de 0-0 se vio reflejado al término de los 90 minutos. La tercera jornada del torneo del área se llevó a cabo el 14 de septiembre, en el Estadio Ricardo Saprissa contra el Portland Timbers de Estados Unidos. A pesar de que su club inició perdiendo desde el minuto 4', logró sobreponerse a la situación tras desplegar un sistema ofensivo. Los goles de sus compañeros Fabrizio Ronchetti y el doblete de Marvin Angulo, sumado a la anotación en propia del futbolista rival Jermaine Taylor, fueron suficientes para el triunfo de 4-2. El 19 de octubre se tramitó el último encuentro de la fase de grupos, por segunda vez ante los estadounidenses, en el Providence Park de Portland, Oregón. El jugador recibió tarjeta amarilla al minuto 87', y el desenlace del compromiso finiquitó igualado a un tanto, dándole la clasificación de los morados a la etapa eliminatoria de la competencia. El 29 de octubre, en el clásico contra Alajuelense, el mediocentro defensivo marcó un gol de tiro libre al minuto 82', el definitivo para la victoria de 2-0. El 2 de noviembre, en el áspero partido contra Belén en el Estadio Ricardo Saprissa, su conjunto se vio en desventaja por la anotación del rival al inicio del segundo tiempo, por lo que efectuó un procedimiento de empuje para dar vuelta el resultado. El rendimiento evidenciado por su compañero Rolando Blackburn con el club le permitió registrar un tanto al minuto 76', para el empate momentáneo. Antes de finalizar el juego, Francisco Calvo consiguió el gol desde el punto de penal para la ganancia de 2-1. En este compromiso, Guzmán salió expulsado al minuto 82', al igual que el belemita Víctor Murillo. En el vigésimo segundo partido de la primera fase de la liga nacional, su conjunto enfrentó a Liberia en el Estadio Ricardo Saprissa. El marcador de 3-1 aseguró el liderato para su grupo con 49 puntos, y además un cupo para la cuadrangular final. El 1 de diciembre fue la segunda presentación para los saprissistas en la última etapa del campeonato, teniendo a Alajuelense como el contrincante en condición de local. El mediocentro emprendió en la titularidad, y se hizo con una anotación al minuto 23' para el triunfo de 2-1. El 15 de diciembre su equipo venció 2-0 al Herediano, para obtener el primer lugar de la tabla y así proclamarse campeón automáticamente. Con esto, los morados alcanzaron la estrella número «33» en su historia y Guzmán logró el quinto título de liga en su carrera. Estadísticamente, contabilizó 23 apariciones y concretó tres goles, para un total de 1881 minutos disputados.

### Portland Timbers

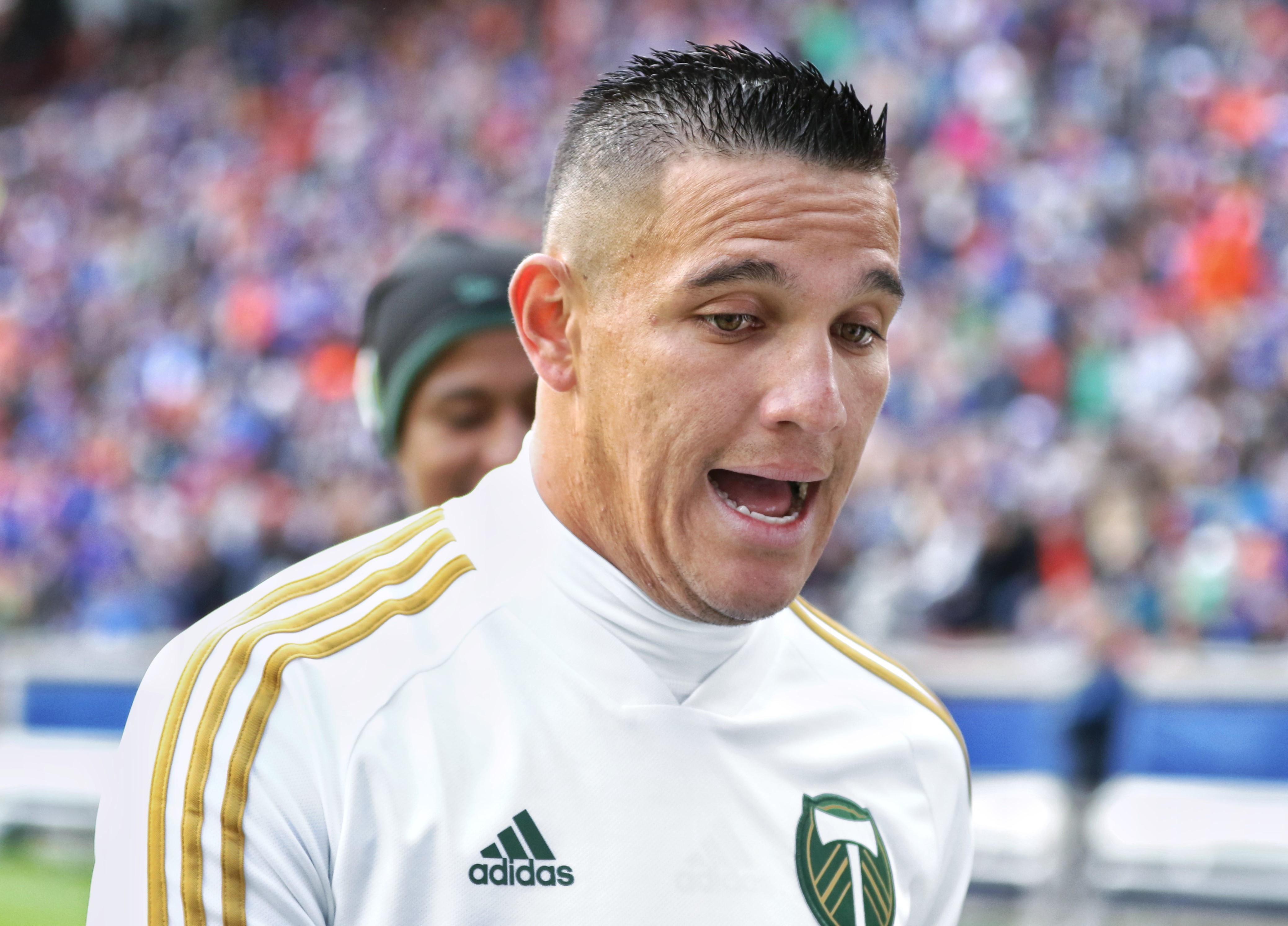
Guzmán en marzo de 2019.

Durante la celebración del título como saprissista el 15 de diciembre, David confirmó su fichaje en el Portland Timbers de la Major League Soccer. El centrocampista firmó el contrato por dos temporadas.
Debutó oficialmente el 3 de marzo de 2017, por la primera fecha de la temporada de liga, enfrentando al Minnesota United en el Providence Park. Guzmán se desenvolvió como volante recuperador con la dorsal «20» y completó la totalidad de los minutos en la victoria con cifras de goleada 5-1. Su primer gol se dio el 18 de marzo para el triunfo 4-2 sobre el Houston Dynamo. David finalizó el año deportivo con veintiséis presencias, aportó seis asistencias y obtuvo un acumulado de 2119 minutos disputados. Por otro lado, su equipo se quedó con el liderato de la Conferencia Oeste y perdió en la fase de semifinales contra Houston Dynamo.
El 8 de diciembre de 2018, su equipo queda subcampeón de la Major League Soccer tras perder la final por 2-0 ante el Atlanta United.

### Columbus Crew S. C.
El 6 de mayo de 2019, Guzmán fue traspasado al Columbus Crew a cambio de un cupo de jugador internacional. Debutó dos días después en un juego que enfrentó a Los Angeles Galaxy en el Mapfre Stadium, donde ingresó de cambio al minuto 74' por el argentino Federico Higuaín. Alcanzó un total de dieciséis apariciones en la liga. El 23 de octubre se confirmó que Guzmán no seguiría en el equipo para la siguiente campaña.

### Deportivo Saprissa

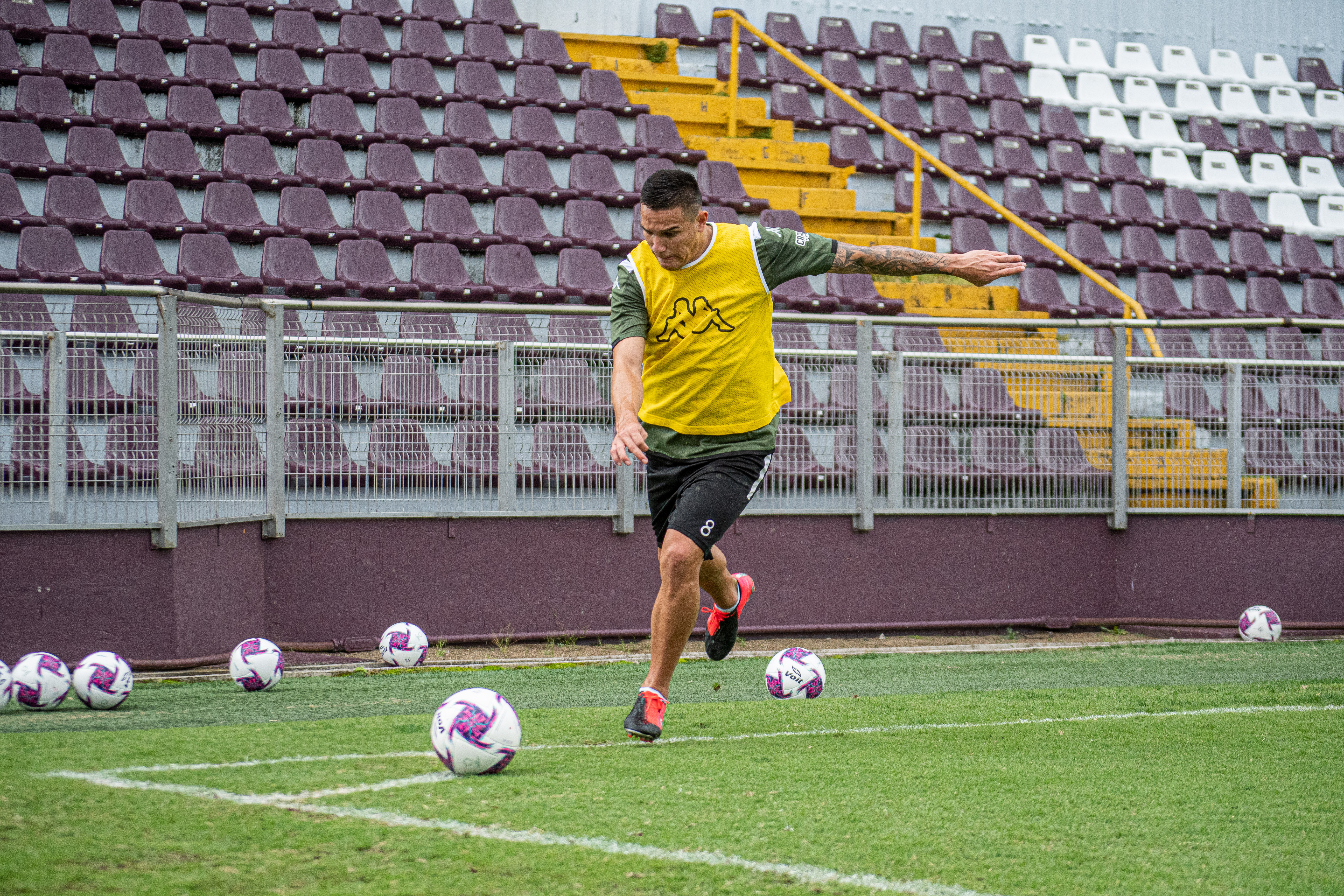
Guzmán entrenando con el Saprissa en 2020.

El 16 de diciembre de 2019, Guzmán alcanzó un acuerdo para firmar con el Deportivo Saprissa por un periodo de dos años.
Jugó la primera fecha del Torneo de Clausura 2020 el 11 de enero frente a San Carlos en el Estadio Carlos Ugalde. David entró de cambio al minuto 75' por el lesionado Alexander Robinson, se desempeñó como defensor y el marcador terminó en victoria por 0-1. El 12 de febrero anotó en la campaña sobre Jicaral al minuto 51' por medio de un cabezazo. Aunque inicialmente fue reportado como autogol del defensor rival, el tanto terminó siendo acreditado a Guzmán. El 29 de junio alcanzó el título nacional con Saprissa, luego de superar la serie final del campeonato sobre Alajuelense. El jugador obtuvo dieciocho apariciones.
Debuta en su siguiente campaña en el Torneo de Apertura 2020, por la segunda fecha de local contra Jicaral y jugando los últimos diecisiete minutos del triunfo 1-0. El 22 de noviembre hizo de cabeza su primer tanto en la victoria 2-3 ante el Herediano. Su equipo quedó eliminado en las semifinales precisamente frente a los heredianos. Guzmán obtuvo quince apariciones con un solo gol convertido.
Participó en la primera jornada del Torneo de Clausura 2021 dada el 13 de enero, como titular en el empate sin goles frente a Grecia. Hizo su primer tanto de la campaña el 31 de marzo, mediante un cabezazo en el duelo de local sobre Guadalupe (1-1). En la última fecha de la clasificación, Saprissa terminó accediendo a un puesto a la siguiente ronda de cuarto lugar. El 16 de mayo enfrentó a Alajuelense por la semifinal de ida, ganando por 4-3. Tres días después manejó la ventaja para empatar 2-2 en el partido de vuelta, en el que Guzmán ingresó de cambio y anotó un gol al minuto 78' mediante un remate cruzado de izquierda, que sentenció la serie. El 23 de mayo sacó un resultado favorable de 3-2 sobre el Herediano por la final de ida, mientras que el 26 de mayo volvió a ganarle al conjunto rojiamarillo por 0-1 en la vuelta. David nuevamente alcanzó un título en el equipo y en esta competencia tuvo veintidós apariciones y aportó dos tantos.
Inició su participación en la temporada a partir de la segunda fecha del Torneo de Apertura 2021 el 30 de julio, siendo titular por 75 minutos de la victoria de visita 0-3 sobre Pérez Zeledón. El 4 de agosto conquistó el título de la Supercopa luego de que su equipo venciera de forma contundente a Alajuelense por 4-1 en el Estadio Nacional. Cuatro días después consiguió sus primeros dos goles de la campaña ante el Herediano, pero en el mismo juego salió expulsado por tarjeta roja directa. El 21 de octubre anota uno de los tantos que ayudó a su equipo a remontar el partido de ida de cuartos de final de Liga Concacaf contra el Comunicaciones (4-3). El 24 de octubre convirtió un gol de cabeza sobre el Cartaginés. El 20 de noviembre realizó una anotación sobre Sporting mediante un potente remate de pierna izquierda al minuto 85'. El juego terminó favorable por 5-1. El conjunto morado finalizó la competencia con el subcampeonato. Guzmán contabilizó veintidós presencias, convirtió cuatro goles y puso una asistencia.
El 16 de enero de 2022, enfrentó su primer partido por el Torneo de Clausura, en el compromiso que cayó su equipo por 1-2 de local contra San Carlos. El jugador gozó de la totalidad de los minutos y anotó de cabeza el gol que significó el descuento. El 7 de mayo marcó un gol de «palomita» en la victoria 3-1 sobre Jicaral.

## Selección nacional

### Categorías inferiores

#### Campeonato Sub-17 de Concacaf 2007
David Guzmán debutó con la selección sub-17 en la competición de Concacaf el 28 de abril de 2007, luego que su país avanzara a la misma mediante la Eliminatoria Centroamericana. En el torneo del área desarrollado en territorio jamaiquino, el centrocampista apareció en la primera fecha contra el combinado de Trinidad y Tobago, en las que los costarricenses obtuvieron la victoria de 2-0. Al término de las cuatro jornadas, los Ticos obtuvieron el segundo lugar del grupo B, y por lo tanto la clasificación al Mundial que se llevaría a cabo el mismo año.
| Campeonato                | Sede    | Resultado   |
| ------------------------- | ------- | ----------- |
| Campeonato Sub-17 de 2007 | Jamaica | Clasificado |

#### Mundial Sub-17 de 2007
La Copa Mundial Sub-17 de 2007 se realizó en Corea del Sur a mediados de agosto y principios de septiembre. Su conjunto fue ubicado en el grupo A, compartido con Togo, el anfitrión Corea del Sur y Perú. El empate de 1-1 sobre los togoleses, la victoria de 2-0 ante los surcoreanos y la derrota de 1-0 contra los peruanos, dieron como resultado 4 puntos para su país y la consecución del segundo puesto en la tabla. Sin embargo, con la pérdida de 2-0 frente a Argentina en octavos de final, su selección quedó eliminada de la competición.
| Mundial                     | Sede          | Resultado        |
| --------------------------- | ------------- | ---------------- |
| Copa Mundial Sub-17 de 2007 | Corea del Sur | Octavos de final |

#### Eliminatoria al Campeonato Sub-20 de Concacaf 2009
El mediocentro defensivo fue tomado en consideración para llevar a cabo la Eliminatoria Centroamericana, con miras al Campeonato Sub-20 de la Concacaf de 2009. Su primer compromiso se llevó a cabo el 17 de septiembre de 2008, ante el combinado de Nicaragua en el Estadio Tiburcio Carías Andino en Tegucigalpa, de territorio hondureño. Guzmán anotó el tercer gol del juego al minuto 65', para el resultado final de 4-0. El 21 de septiembre se dio el último partido contra Honduras, en el mismo escenario deportivo. El triunfo de 1-2 dio la clasificación directa de su país al torneo continental.

#### Campeonato Sub-20 de Concacaf 2009
El 7 de marzo de 2009 comenzó el campeonato de la confederación; en el primer encuentro su selección enfrentó a la escuadra de México, en el Martin Lee Stadium ubicado en Macoya, Trinidad y Tobago. La anotación de su compañero Josué Martínez dio la victoria de 0-1 a su conjunto. Dos días después, en el mismo centro deportivo, fue partícipe del empate 0-0 ante los trinitarios. El 11 de marzo estuvo presente en el nuevo triunfo de su combinado, siendo con marcador de 2-1 sobre Canadá. De acuerdo con los resultados obtenidos en el grupo B, los costarricenses avanzaron como líderes a la etapa de eliminación. El 13 de marzo se desarrolló el compromiso por las semifinales contra Honduras, donde la igualdad sin goles prevaleció al término del tiempo reglamentario, por lo que fueron requeridos los lanzamientos desde el punto de penal para decidir al ganador. Guzmán ejecutó exitosamente el segundo tiro, al igual que sus compañeros Diego Estrada, Cristian Gamboa y Jorge Alejandro Castro. Las cifras de 2-4 favorecieron a los Ticos para clasificar a la última instancia. El 15 de marzo se realizó la final ante Estados Unidos, en la cual se presentó la victoria de 3-0. Con este marcador, su país se proclamó campeón de la categoría y además obtuvo un cupo hacia el Mundial de Egipto que tomaría lugar ese mismo año.
| Campeonato                | Sede              | Resultado |
| ------------------------- | ----------------- | --------- |
| Campeonato Sub-20 de 2009 | Trinidad y Tobago | Campeón   |

#### Mundial Sub-20 de 2009
Bajo la dirección técnica de Ronald González, el centrocampista fue considerado en la nómina definitiva para disputar el Mundial Sub-20 de 2009, el cual tuvo a Egipto como sede. El 27 de septiembre fue el primer partido ante la selección de Brasil, en el Estadio de Port Said. David Guzmán apareció como titular con la dorsal «8», recibió tarjeta amarilla al minuto 41', y su conjunto perdió con cifras de goleada 5-0. Tres días después se realizó el segundo encuentro contra Australia, en el mismo escenario deportivo. En esta oportunidad, el mediocentro volvió a ser amonestado y anotó un gol al minuto 90' para la victoria de 0-3. Para el juego del 3 de octubre frente a República Checa, Guzmán fue suspendido por acumulación de tarjetas amarillas y, por otro lado, los costarricenses sufrieron una derrota de 2-3. Los resultados obtenidos en la primera fase, le permitieron a su país clasificar a la siguiente ronda como mejor tercero del grupo E. Los octavos de final se llevaron a cabo el 6 de octubre ante el anfitrión Egipto. David regresó a la titularidad y su conjunto salió ganancioso con marcador de 0-2. El 10 de octubre recibió tarjeta amarilla al minuto 113' en el cotejo frente a Emiratos Árabes Unidos, por los cuartos de final. Por otra parte, cerca de acabar el tiempo suplementario, su compañero Marco Ureña concretó la anotación del triunfo histórico de 1-2, y de esta manera avanzando a las últimas etapas. Tres días después fue la semifinal nuevamente contra Brasil, en el Estadio Internacional de El Cairo. El mediocampista obtuvo su cuarta amonestación del torneo, y su país perdió 1-0. El 16 de octubre se dio la definición por el tercer lugar ante Hungría, en la que David salió de cambio por Esteban Luna al minuto 77', y la igualdad de 1-1 llevó la serie hasta los penales, en los cuales sus compañeros no pudieron materializar los goles, saliendo derrotados con cifras de 2-0 y con el cuarto puesto de la competición.
| Mundial                     | Sede   | Resultado    |
| --------------------------- | ------ | ------------ |
| Copa Mundial Sub-20 de 2009 | Egipto | Cuarto lugar |

El 11 de abril de 2010, David fue convocado en la ronda preliminar hacia los Juegos Centroamericanos y del Caribe. El partido de ida fue contra el conjunto de Nicaragua, en el Estadio "Fello" Meza de Cartago, en territorio costarricense. El marcador terminó abultado con cifras de goleada 6-1. Una semana después fue la vuelta en el Estadio Nacional Dennis Martínez de Managua. En esta oportunidad, Guzmán recibió tarjeta amarilla al minuto 43', pero no fue impedimento para la nueva victoria de 0-6, con esto el resultado agregado fue de 1-12.
En septiembre de 2011, David Guzmán apareció en las eliminatorias para el Preolímpico de Concacaf del año siguiente. Debutó en el cotejo del 21 de septiembre contra Nicaragua, en el Estadio Francisco Morazán de Honduras; el mediocampista fue titular en la victoria de su país 4-0. Dos días después, en el mismo escenario deportivo, su selección tuvo un empate de 2-2 ante los hondureños. Según los resultados obtenidos en esta ronda, su equipo quedó ubicado en la segunda posición del grupo B, en zona de repechaje. El 26 de octubre se llevó a cabo la ida de la ronda de reclasificación, en la que su selección enfrentó a Panamá en el Estadio Rommel Fernández; Guzmán anotó al minuto 67', recibió tarjeta amarilla y el marcador terminó en derrota de 2-1. La vuelta fue el 3 de noviembre en el Estadio Morera Soto. El empate 1-1 fue insuficiente ya que el global de 3-2 favoreció a los panameños, quienes lograron el avance hacia la competencia final de la confederación.

### Selección absoluta
El progreso positivo de David Guzmán con las categorías inferiores de su país, le hicieron ascender al conjunto absoluto en 2010. Debutó internacionalmente con la Selección de Costa Rica el 1 de junio, en el partido de carácter amistoso frente a Suiza, en la visita al Stade de Tourbillon. El entrenador Ronald González hizo ingresar al centrocampista, con tan solo 20 años y 3 meses, en sustitución por Carlos Hernández al minuto 77'. Por otro lado, su compañero Winston Parks hizo el gol de la victoria 0-1. Cuatro días después apareció como titular en la derrota de 3-0 contra Eslovaquia.
Bajo las órdenes del director técnico Ricardo La Volpe, el mediocentro defensivo entró de cambio por Bismark Acosta al minuto 46', en el compromiso frente a Perú, en el Estadio Alejandro Villanueva. El resultado fue de pérdida 2-0. El 12 de octubre se desarrolló el amistoso ante el combinado de El Salvador, de local en el Estadio Carlos Ugalde de San Carlos. Guzmán volvió a ingresar como reemplazo, siendo en esta ocasión por Michael Barrantes, mientras que el marcador concluyó en triunfo de 2-1.
El último compromiso del año fue el 17 de noviembre, en el Lockhart Stadium de Florida, contra la escuadra de Jamaica. El empate sin goles definió el juego y David participó 24 minutos.

#### Copa Centroamericana 2011
Su primera competición como internacional absoluto fue la Copa Centroamericana 2011, la cual se desarrolló completamente en el Estadio Rommel Fernández, de territorio panameño. Debutó oficialmente el 14 de enero, por la fecha 1 del grupo B ante Honduras. El centrocampista fue titular hasta el entretiempo, recibió tarjeta amarilla al minuto 18', y el marcador culminó igualado a un tanto. Después desapareció de la convocatoria del siguiente compromiso contra Guatemala, y su país avanzó a la etapa de eliminación como segundo lugar tras vencer a los chapines con cifras de 0-2. En las semifinales, los costarricenses clasificaron a la última instancia después de derrotar al anfitrión Panamá en penales. Sin embargo, la derrota de 2-1 frente a los hondureños confirmó el subcampeonato para su selección.
| Copa                      | Sede   | Resultado  |
| ------------------------- | ------ | ---------- |
| Copa Centroamericana 2011 | Panamá | Subcampeón |

El 9 de febrero de 2011, la escuadra de los Ticos visitaron el Estadio José Antonio Anzoátegui, para tener como adversario a Venezuela. En esta ocasión, Guzmán entró de cambio por Randall Azofeifa al minuto 70', y el resultado fue de empate a dos anotaciones. El 29 de marzo volvió a ingresar como sustitución, siendo por Celso Borges al minuto 59', en el enfrentamiento contra Argentina, de local en el nuevo Estadio Nacional. El marcador acabó igualado sin goles. El 29 de mayo fue parte del juego ante Nigeria, en condición de local. David vio acción por 45 minutos en la victoria de 1-0. Posteriormente, se conoció que este cotejo no fue avalado ni tomado en cuenta por la FIFA como encuentro internacional clase A, debido a que ambas selecciones fueron representadas por futbolistas Sub-23.

#### Copa de Oro 2011
En junio de 2011 fue convocado por el entrenador argentino para disputar la Copa de Oro de la Concacaf en Estados Unidos. En toda la competición permaneció en el banquillo. La victoria de 5-0 sobre Cuba, el empate a un tanto contra El Salvador, y la derrota de 4-1 ante México, clasificaron a su conjunto como segundo lugar del grupo B, con 4 puntos. No obstante, su país perdió en penales el 18 de junio frente a Honduras en cuartos de final, quedando eliminado.
| Copa             | Sede           | Resultado        |
| ---------------- | -------------- | ---------------- |
| Copa de Oro 2011 | Estados Unidos | Cuartos de final |

#### Copa América 2011
El 2 de julio de 2011 se inauguró la Copa América para su selección, la cual se desarrolló en el país argentino. El primer compromiso tuvo como escenario deportivo el Estadio 23 de Agosto contra Colombia. El mediocampista fue titular, recibió tarjeta amarilla, salió de cambio por José Miguel Cubero al minuto 73', y el marcador finalizó en derrota de 1-0. Cinco días después fue partícipe en la victoria de 0-2 sobre Bolivia. No obstante, la pérdida de 3-0 ante el anfitrión Argentina, eliminó a su conjunto en fase de grupos, con 3 puntos. En esta oportunidad, Guzmán quedó en el banquillo.
| Copa              | Sede      | Resultado      |
| ----------------- | --------- | -------------- |
| Copa América 2011 | Argentina | Fase de grupos |

El 6 de septiembre de 2011, su combinado nacional visitó el Estadio Olímpico Atahualpa para tener como rival a Ecuador. David Guzmán relevó a Kareem McLean al minuto 66', y tres más tarde salió expulsado, dejando a su país en inferioridad numérica. El marcador finiquitó en cifras de goleada 4-0, con derrota.
En marzo de 2015, el estratega Paulo Wanchope, de la Selección de Costa Rica, realizó la convocatoria oficial de los 24 futbolistas que disputarían los amistosos ante Paraguay y Panamá, y en esa lista se destacó el regreso de Guzmán. El 26 de marzo, se dio el primer compromiso contra los paraguayos en el Estadio Nacional, en el cual David entró por Yeltsin Tejeda al minuto 84', y el empate de 0-0 prevaleció hasta el final. Cinco días después, se efectuó el segundo cotejo en el Estadio Rommel Fernández frente a los panameños. El marcador fue de derrota 2-1. El centrocampista jugó 79 minutos en esa oportunidad.
El 1 de junio de ese año, Wanchope dio a conocer la lista de jugadores que enfrentaron los partidos amistosos contra Colombia y España, el 6 y el 11 de junio, respectivamente. Además, esta nómina fue la que representó a la selección de cara a la Copa de Oro de la Concacaf, que se jugó en julio. El primer partido contra la selección colombiana realizado en el Estadio Diego Maradona en Argentina, Guzmán ingresó como variante por Celso Borges al minuto 63', en la derrota 1-0 de su selección. Luego, en el compromiso frente a los españoles, el mediocentro fue titular 69 minutos, y el marcador fue de pérdida 2-1. El 27 de junio, la Sele enfrentó a México en el último encuentro amistoso previo a la competición continental, y David entró como variante al minuto 79' por José Miguel Cubero. El encuentro finalizó con empate de 2-2.

#### Copa de Oro 2015
El 8 de julio de 2015, dio inicio el certamen de la confederación, y el jugador quedó en la suplencia en el empate de 2-2 frente a Jamaica. El 11 de julio, debutó en la copa en el BBVA Compass Stadium contra El Salvador, y participó los 90 minutos en el empate de 1-1, lo que generó muchas dudas hacia el cuerpo técnico y jugadores. El 14 de julio, se definió el partido por la clasificación de los costarricenses ante Canadá en el BMO Field en territorio canadiense, y una vez más se obtuvo un empate y el pase a los cuartos de final tras alcanzar el segundo lugar de la tabla. David fue titular 82 minutos y se colocó como mediocentro defensivo. Su último partido en la competición regional se desarrolló el 19 de julio, en el MetLife Stadium de Nueva Jersey, donde su selección enfrentó a México por los cuartos de final. Cerca de acabar el segundo tiempo extra, el árbitro auxiliar señaló un penal inexistente a favor de los mexicanos, y el futbolista Andrés Guardado marcó la única anotación del juego, lo que significó la eliminación de Costa Rica. Guzmán no participó por acumulación de tarjetas amarillas.
| Copa             | Sede                  | Resultado        |
| ---------------- | --------------------- | ---------------- |
| Copa de Oro 2015 | Estados Unidos Canadá | Cuartos de final |

El 27 de agosto de 2015, el nuevo entrenador de la selección costarricense Óscar Ramírez, dio la lista oficial de jugadores que participaron en los encuentros amistosos del mes de septiembre, ante Uruguay y Brasil; Guzmán apareció nuevamente en la convocatoria. Participó 13 minutos en la pérdida de 1-0 ante los brasileños en el Red Bull Arena de Nueva Jersey, y este marcador se repitió ante los uruguayos, siendo esta vez con victoria y de local en el Estadio Nacional. David vio acción por 10 minutos. De esta manera, se acabó la racha de 11 partidos en la que la escuadra costarricense no obtenía un triunfo.
La segunda convocatoria oficial del Machillo se dio a cabo el 1 de octubre, para enfrentar los últimos dos partidos amistosos antes de iniciar la Eliminatoria a Rusia 2018, contra los combinados de Sudáfrica y Estados Unidos. David fue llamado una vez más a la Sele. El 8 de octubre, el equipo nacional enfrentó a los sudafricanos. Guzmán relevó a Yeltsin Tejeda al minuto 74', y el partido terminó con una pérdida inesperada de 0-1. En contraste con el juego efectuado el 13 de octubre, ante los estadounidenses, el jugador fue titular en la victoria de 0-1.
El 17 de marzo de 2016, fue anunciado en conferencia de prensa, el llamado del centrocampista para afrontar los dos siguientes juegos de la cuadrangular eliminatoria, ambos contra Jamaica a finales del mes. El primer partido se realizó en el Estadio Nacional de Kingston el 25 de marzo. El jugador permaneció en la suplencia y no fue tomado en consideración para alguna variante; el resultado terminó empatado a una anotación. A diferencia de la conclusión del juego anterior, su país ganó esta vez con marcador de 3-0 sobre los jamaiquinos, y afianzándose en ese entonces en el primer puesto con 10 unidades del grupo B.
El 24 de agosto de 2016, el director técnico de la selección costarricense dio, en conferencia de prensa, la nómina para los dos últimos partidos de la cuadrangular, en la que el futbolista fue llamado. El 2 de septiembre se desarrolló el encuentro frente al combinado de Haití en el Estadio Sylvio Cator. En el transcurrir de los minutos, la situación táctica se tornó ríspida a causa del bloque defensivo y la corpulencia de cada futbolista rival. No obstante, un remate fuera del área ejecutado por su compañero Randall Azofeifa, en el segundo tiempo, fue suficiente para la victoria de 0-1. Con este resultado, los costarricenses aseguraron el pase a la siguiente ronda mundialista. Por otra parte, Guzmán participó 8 minutos. El juego de cuatro días después contra Panamá en el Estadio Nacional no significó ningún riesgo para cada una de las selecciones, ya que ambas estaban clasificadas con anticipación. El doblete de Christian Bolaños y la anotación de Ronald Matarrita fueron fundamentales para el marcador de 3-1. Con esto, su país se colocó líder del grupo B con 16 puntos, contabilizando 5 victorias y un empate, para un 88% de rendimiento.
Durante las semanas posteriores al último encuentro eliminatorio de la cuadrangular, el entrenador de su selección realizó varios microciclos con jugadores de la Primera División. Guzmán formó parte de uno y el 29 de septiembre Ramírez anunció la convocatoria oficial para el juego de carácter amistoso frente al combinado de Rusia, donde David quedó en la lista definitiva. El 9 de octubre se desarrolló el compromiso contra los rusos en la inauguración del Krasnodar Stadium. La disposición de sus compañeros en el primer tiempo hizo valer la consecución de los tantos de Randall Azofeifa y Bryan Ruiz, pero el rival descontó poco después. Antes del descanso, el gol en propia de Berezutski dio la ventaja de 1-3 a su país. Sin embargo, los locales igualaron rápidamente y, por otra parte, el director técnico Ramírez ordenó el ingreso del cambio de Joel Campbell, quien al minuto 90' provocó el penal que luego fue aprovechado por él mismo para el gol de la victoria 3-4. Guzmán entró de cambio por Celso Borges y participó 12 minutos.
El 2 de noviembre de 2016, el seleccionador nacional divulgó la base de futbolistas para los dos partidos de la fase hexagonal eliminatoria. Ramírez contó con David para afrontar este tipo de compromisos. La fecha inaugural de esta fase tuvo lugar el 11 de noviembre, en el Estadio Hasely Crawford ante Trinidad y Tobago. Su país tuvo escaso control del balón durante la primera parte, debido a las imprecisiones en cuanto a pases y el orden táctico del rival, situaciones que balanceó en la etapa complementaria. El dinamismo que estableció su conjunto le permitió a su compañero Christian Bolaños abrir el marcador, quien además brindó una asistencia a Ronald Matarrita, al cierre del partido, para concretar el 0-2 final. Por otra parte, el centrocampista esperó desde la suplencia. La misma circunstancia se reiteró cuatro días después, en el Estadio Nacional, donde su nación recibió a Estados Unidos. El jugador quedó en el banquillo y el resultado definitivo fue de victoria 4-0.

#### Copa Centroamericana 2017
El 2 de enero de 2017 se llevó a cabo la convocatoria de los futbolistas para la decimocuarta edición de la Copa Centroamericana, la cual tomó lugar en territorio panameño. El centrocampista fue incluido en la lista.  El 13 de enero comenzó el torneo regional donde su selección, en el Estadio Rommel Fernández, enfrentó al conjunto de El Salvador. David entró de cambio al minuto 66' por Randall Azofeifa y el empate sin anotaciones definió el marcador final. Para el compromiso de dos días después, en el mismo escenario deportivo, contra la escuadra de Belice, Guzmán apareció en el once titular con la dorsal «20», y el resultado fue de victoria 0-3. En el juego del 17 de enero ante Nicaragua, el mediocentro defensivo fue parte de la titularidad, y la igualdad de 0-0 se repitió al cierre del cotejo. Tres días posteriores se efectuó el clásico del área frente a Honduras, en el cual David fue titular 57 minutos y fue sustituido por Ulises Segura. El encuentro finiquitó balanceado a un gol. El único revés de su nación fue el 22 de enero, por la última jornada, contra el anfitrión Panamá. El marcador de 1-0 confirmó el cuarto lugar de los costarricenses, además de un cupo directo para la Copa Oro de la Concacaf en ese mismo año.
| Copa                      | Sede   | Resultado    |
| ------------------------- | ------ | ------------ |
| Copa Centroamericana 2017 | Panamá | Cuarto lugar |

El 17 de marzo de 2017, el estratega Óscar Ramírez realizó la nómina de jugadores para la reanudación de la Eliminatoria Mundialista de Concacaf. El mediocentro fue tomado en cuenta. El 24 de marzo fue el primer compromiso ante México en el Estadio Azteca. El tanto tempranero del rival al minuto 6' y el gol al cierre de la etapa inicial fueron fulminantes en el marcador definitivo con derrota de 2-0. Con este resultado, su nación sufrió el primer revés de la competencia cuya valla invicta acabó en 186 minutos. La segunda visita de esta fecha FIFA se desarrolló cuatro días después contra Honduras en el Estadio Francisco Morazán. El cotejo se caracterizó por el clima caluroso de la ciudad de San Pedro Sula, ya que el cotejo fue en horas de la tarde, también del controversial arbitraje del salvadoreño Joel Aguilar al no sancionar acciones de penal a ambas escuadras. La situación de su conjunto se volvió un poco áspera por el gol transitorio del contrincante al minuto 35'. Con el reacomodo en la zona de centrocampistas, su selección tuvo más control del balón y al minuto 68' su compañero Christian Bolaños, quien había entrado de relevo, ejecutó un tiro de esquina que llegó a la cabeza de Kendall Waston, el cual aprovechó su altura para conseguir la anotación que terminó siendo el empate.
El siguiente llamado del estratega para conformar el conjunto Tricolor se dio el 26 de mayo de 2017, correspondiente a disputar los dos partidos consecutivos como local en el Estadio Nacional por la eliminatoria mundialista. Guzmán apareció en la lista. El primer encuentro tuvo lugar contra Panamá el 8 de junio, donde sus compañeros fueron los que tuvieron mayores oportunidades de anotar en los minutos iniciales. A causa de la expulsión del defensor Giancarlo González en el segundo tiempo, su equipo se vio obligado a variar el sistema y los rivales asumieron el rol en la ofensiva. Sin embargo, tras situaciones apremiantes de ambas naciones, el resultado empatado sin goles prevaleció al término de los 90 minutos. Con esto su país acabó con la racha de diez juegos sin ceder puntos como local en estas instancias. Además, los panameños puntuaron después de veintinueve años de no hacerlo en territorio costarricense. En el compromiso del 13 de junio frente a Trinidad y Tobago, el defensa Francisco Calvo aprovechó un centro de Joel Campbell para colocar, mediante un cabezazo dentro del área, la ventaja momentánea de 1-0 en tan solo 48 segundos de iniciado el juego. Las circunstancias se volvieron ríspidas por la respuesta del adversario, provocando la igualdad en las cifras, pero el tanto de Bryan Ruiz al minuto 44' solidificó el resultado de 2-1 para su nación, el cual fue cuidado de manera sagaz durante todo el segundo tiempo. Estadísticamente, David vio acción al ingresar de cambio en los dos cotejos.

#### Copa de Oro 2017
El centrocampista fue incluido, el 16 de junio de 2017, en la lista oficial del director técnico Óscar Ramírez para la realización de la Copa de Oro de la Concacaf que tuvo lugar en Estados Unidos. El 7 de julio se disputó el primer encuentro del certamen en el Red Bull Arena de Nueva Jersey, lugar donde se efectuó el clásico centroamericano contra Honduras. David Guzmán fue titular y completó la totalidad de los minutos, además fue el encargado de ejecutar los tiros de táctica fija. Por otra parte, su compañero Rodney Wallace brindó una asistencia a Marco Ureña al minuto 38', quien concretó el único gol de su nación para la victoria ajustada de 0-1. Cuatro días posteriores se dio el segundo cotejo ante Canadá en el BBVA Compass Stadium, escenario en el cual prevaleció la igualdad a un tanto. El 14 de julio fue el último compromiso por el grupo frente a Guayana Francesa en el Estadio Toyota de Frisco, Texas. Los Ticos se impusieron 3-0 para asegurar un lugar a la siguiente ronda como líderes de la tabla con siete puntos. Su selección abrió la jornada de los cuartos de final el 19 de julio en el Lincoln Financial Field de Filadelfia, Pensilvania, contra Panamá. Un testarazo del rival Aníbal Godoy mediante un centro de Guzmán, al minuto 76', provocó la anotación en propia puerta de los panameños, lo que favoreció a su combinado en la clasificación a la otra instancia por el marcador de 1-0. La participación de su escuadra concluyó el 22 de julio en el AT&T Stadium, con la única pérdida en semifinales de 0-2 ante Estados Unidos.
| Copa             | Sede           | Resultado   |
| ---------------- | -------------- | ----------- |
| Copa de Oro 2017 | Estados Unidos | Semifinales |

El 25 de agosto de 2017 fue seleccionado en la lista de futbolistas para enfrentar el penúltimo par de juegos eliminatorios. El 1 de septiembre se produjo el primer juego ante el combinado de Estados Unidos en el Red Bull Arena de Nueva Jersey. Guzmán se desempeñó como mediocentro defensivo en la totalidad de los minutos y el marcador se definió en victoria con cifras de 0-2, mediante el doblete de su compañero Marco Ureña. Para el segundo juego del 5 de septiembre contra México, de local en el Estadio Nacional, los costarricenses rescataron el empate a un tanto tras haber estado con el resultado adverso. En esta ocasión, el centrocampista salió de relevo por Daniel Colindres al minuto 74'.
Guzmán fue considerado en la última lista para el cierre de la hexagonal, dada el 29 de septiembre de 2017 y para ser el titular en su demarcación. El 7 de octubre tuvo lugar el partido frente a Honduras en el Estadio Nacional, con las condiciones del clásico centroamericano al tratarse de un encuentro ríspido y físico. Su selección estuvo por debajo en el marcador por la anotación del rival, y de esta forma se vio obligada a variar el sistema táctico para evitar la derrota. Al minuto 94', su compañero Bryan Ruiz lanzó un centro desde el sector de la derecha para que el balón fuese recibido por Kendall Waston, quien se había sumado al ataque y así imponer su altura con el cabezazo y empatar 1-1 de manera agónica. Con este resultado, su país aseguró una de las plazas directas al Mundial de Rusia 2018 que fueron otorgadas a la confederación. Para el juego de tres días después contra Panamá en el Estadio Rommel Fernández, la derrota de 2-1 no tuvo repercusión alguna en la tabla al tener el segundo lugar asentado.
De nuevo en periodo de fogueos internacionales, el 3 de noviembre de 2017 entró en la convocatoria para los dos partidos en el continente europeo. El 10 de noviembre fue descartado con miras a los encuentros ante España y Hungría a causa de un trauma distorsivo de la rodilla derecha.
El 15 de marzo de 2018, el mediocentro recibió la convocatoria de Ramírez con miras a los nuevos encuentros amistosos en Europa. En el partido celebrado el 23 de marzo en Glasgow, contra el combinado de Escocia, Guzmán jugó 56 minutos y salió de cambio por Yeltsin Tejeda en la victoria ajustada por 0-1.

#### Mundial 2018

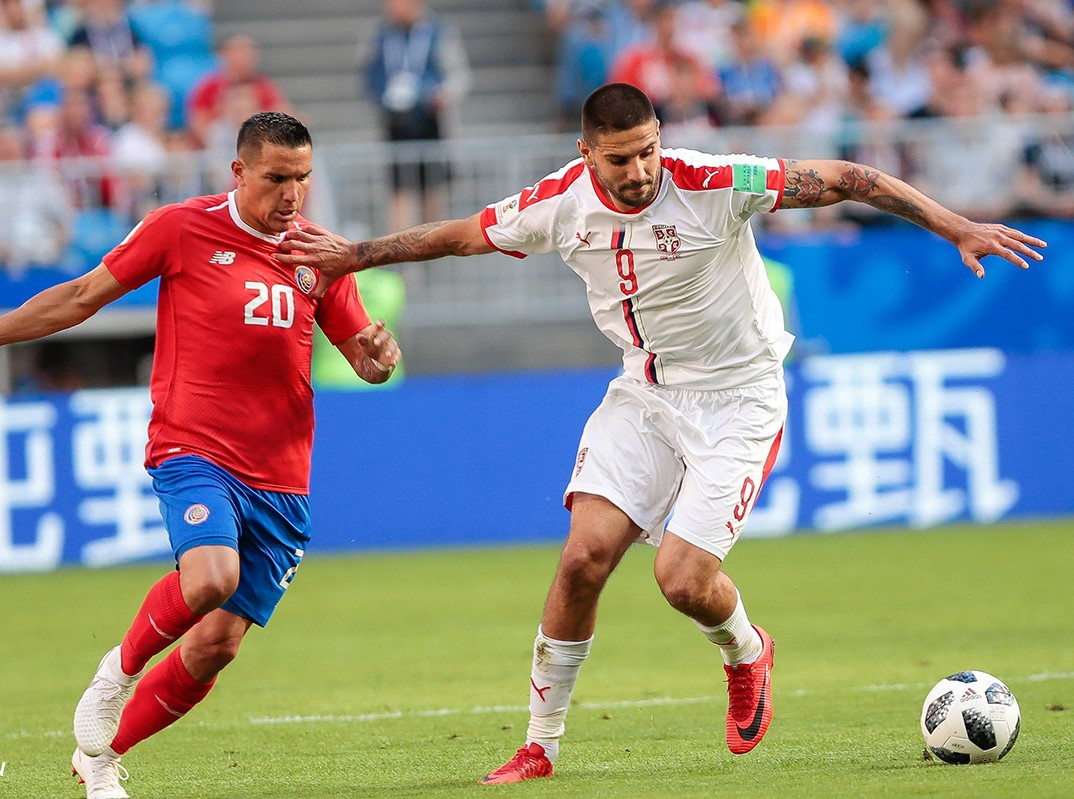
David marcando a Aleksandar Mitrović de Serbia en el Mundial 2018.

El 14 de mayo de 2018, se anunció en conferencia de prensa del entrenador de la selección Óscar Ramírez, el llamado de los veintitrés futbolistas que harían frente al Mundial de Rusia, lista en la cual Guzmán quedó dentro del selecto grupo. Antes del certamen global, el 3 de junio enfrentó el partido de despedida en condición de local contra Irlanda del Norte en el Estadio Nacional. David completó la totalidad de los minutos en la victoria cómoda por 3-0. El 7 de junio vio acción por 68 minutos en la derrota de su nación con cifras de 2-0 ante Inglaterra en el Elland Road. Cuatro días después, estuvo presente en el amistoso celebrado en Bruselas contra Bélgica (revés 4-1).
David debutó en la Copa Mundial el 17 de junio de 2018 —siendo la primera participación del jugador en la máxima competencia a nivel de selección— contra el equipo de Serbia en el Cosmos Arena de Samara. Se desempeñó como el mediocento defensivo con la dorsal «20» y salió de cambio al minuto 72' por Daniel Colindres en la derrota ajustada por 0-1. El 22 de junio jugó 83 minutos y fue reemplazado por Yeltsin Tejeda en el duelo frente a Brasil, cotejo que finalizó con una nueva pérdida siendo con cifras de 2-0. Su país se quedaría sin posibilidades de avanzar a la siguiente ronda de manera prematura. El 27 de junio, ya en el partido de trámite enfrentando a Suiza en el Estadio de Nizhni Nóvgorod, el marcador reflejó la igualdad a dos anotaciones para despedirse del certamen.
| Mundial              | Sede  | Resultado      |
| -------------------- | ----- | -------------- |
| Copa Mundial de 2018 | Rusia | Fase de grupos |

El 28 de agosto de 2018, David fue incluido en la lista de convocados de la selección costarricense por el entrenador interino Ronald González, conformando el grupo que enfrentaría una serie de juegos amistosos en el continente asiático. El 7 de septiembre, en el partido contra Corea del Sur en el Estadio de Goyang, el centrocampista apareció en el once titular, salió de relevo al minuto 84' por Wílmer Azofeifa y vio la pérdida de su combinado con cifras de 2-0. El 11 de septiembre, para el fogueo frente a Japón celebrado en la ciudad de Suita, su selección terminó con la derrota por 3-0.
El 4 de octubre de 2018, en rueda de prensa del director técnico Ronald González, se hizo el llamado de Guzmán para disputar los fogueos de la fecha FIFA del mes. El primer duelo se realizó el 11 de octubre en el Estadio Universitario de Monterrey, en donde su combinado enfrentó al conjunto de México. El centrocampista apareció en la alineación titular durante 78 minutos, salió de cambio por Jaylon Hadden y su país perdió con marcador de 3-2. Para el cotejo del 16 de octubre contra el equipo de Colombia en el Red Bull Arena en territorio estadounidense, el equipo Tico cedió el resultado tras caer derrotado con cifras de 1-3.
El 18 de enero de 2019, es convocado a la selección en la primera nómina del director técnico Gustavo Matosas. El 2 de febrero se llevó a cabo el partido en fecha no FIFA contra Estados Unidos en el Avaya Stadium, en el que Guzmán fue titular por 87 minutos y su combinado perdió con marcador de 2-0.
El 28 de agosto de 2019 entró en la lista de Matosas para jugar un fogueo. El 6 de septiembre se quedó en el banquillo para el partido celebrado en el Estadio Nacional contra Uruguay, donde el marcador finalizó en pérdida por 1-2.
El 23 de enero de 2020, Guzmán regresa a una nómina de selección esta vez dirigida por Ronald González, con el motivo de efectuar un fogueo en fecha no FIFA. El 1 de febrero se dio el juego frente a Estados Unidos en el Dignity Health Sports Park. Guzmán alineó como titular en la totalidad de los minutos y su país perdió por la mínima 1-0.
El 6 de noviembre de 2020, David recibió la convocatoria para disputar los últimos dos fogueos del año. El centrocampista jugó en ambos partidos ante Catar (empate 1-1) y País Vasco (derrota 2-1), donde su selección tuvo una discreta actuación.

#### Copa de Oro 2021
El 25 de junio de 2021, el director técnico Luis Fernando Suárez definió la lista preliminar con miras hacia la Copa de Oro de la Concacaf, en la que se destaca la convocatoria de David. Fue ratificado en la lista definitiva del 1 de julio. Jugó los tres partidos del grupo que finalizaron en victorias sobre Guadalupe (3-1), Surinam (2-1) y Jamaica (1-0). El 25 de julio se presentó la eliminación de su país en cuartos de final por 0-2 frente a Canadá.
| Copa             | Sede           | Resultado        |
| ---------------- | -------------- | ---------------- |
| Copa de Oro 2021 | Estados Unidos | Cuartos de final |

El 26 de agosto de 2021, Guzmán fue llamado por Suárez para iniciar la eliminatoria de Concacaf hacia la Copa del Mundo. El 2 de septiembre se dio la primera fecha de visita en el Estadio Rommel Fernández contra Panamá. David alineó como titular, jugó 83 minutos y el resultado acabó empatado sin goles. Tres días después participó en la derrota de local 0-1 ante México y el 8 de septiembre cerró la fecha FIFA del mes con la igualdad 1-1 en casa frente a Jamaica.

## Estadísticas

### Clubes
Actualizado al último partido jugado el 22 de junio de 2022.
| Deportivo Saprissa Costa Rica |               |               |     |    |    |    |    |     |     |    |
| 1.ª | 2009-10       | 12            | 1   | —  | —  | 1  | 0  | 13  | 1   |    |
| 1.ª | 2010-11       | 9             | 1   | —  | —  | 4  | 0  | 13  | 1   |    |
| 1.ª | 2011-12       | 22            | 0   | —  | —  | —  | —  | 22  | 0   |    |
| 1.ª | 2013-14       | 32            | 1   | 5  | 0  | —  | —  | 37  | 1   |    |
| 1.ª | 2014-15       | 34            | 6   | 5  | 1  | 4  | 0  | 43  | 7   |    |
| 1.ª | 2015-16       | 28            | 2   | 0  | 0  | 3  | 1  | 31  | 3   |    |
| 1.ª | 2016          | 23            | 3   | —  | —  | 4  | 0  | 27  | 3   |    |
| Total club | Total club    | 160           | 14  | 10 | 1  | 16 | 1  | 186 | 16  |    |
| Portland Timbers Estados Unidos |               |               |     |    |    |    |    |     |     |    |
| 1.ª | 2017          | 26            | 1   | 0  | 0  | —  | —  | 26  | 1   |    |
| 1.ª | 2018          | 19            | 3   | 1  | 0  | —  | —  | 20  | 3   |    |
| 1.ª | 2019          | 5             | 0   | —  | —  | —  | —  | 22  | 0   |    |
| Total club | Total club    | 50            | 4   | 1  | 0  | —  | —  | 51  | 4   |    |
| Columbus Crew S. C. Estados Unidos |               |               |     |    |    |    |    |     |     |    |
| 1.ª | 2019          | 16            | 0   | 2  | 0  | —  | —  | 18  | 0   |    |
| Total club | Total club    | 16            | 0   | 2  | 0  | —  | —  | 18  | 0   |    |
| Deportivo Saprissa Costa Rica |               |               |     |    |    |    |    |     |     |    |
| 1.ª | 2020          | 18            | 1   | —  | —  | 2  | 0  | 20  | 1   |    |
| 1.ª | 2020-21       | 37            | 3   | 1  | 0  | 5  | 0  | 43  | 3   |    |
| 1.ª | 2021-22       | 39            | 6   | 1  | 0  | 6  | 1  | 46  | 7   |    |
| Total club | Total club    | 94            | 10  | 2  | 0  | 13 | 1  | 109 | 11  |    |
| Total carrera | Total carrera | Total carrera | 320 | 28 | 15 | 1  | 29 | 2   | 364 | 31 |
| (1) Incluye datos del Torneo de Copa (2013-15) / U. S. Open Cup (2017-19) / Supercopa de Costa Rica (2020-21). (2) Incluye datos de la Liga de Campeones de la Concacaf (2009-22) / Liga Concacaf (2020-21). (3) No incluye goles en partidos amistosos. |               |               |     |    |    |    |    |     |     |    |

### Selección
Actualizado al último partido jugado el 8 de septiembre de 2021.
| Costa Rica |                 |    |   |    |   |   |   |    |    |    |   |
| 2010 | —               | —  | — | —  | — | — | 5 | 0  | 5  | 0  |   |
| 2011 | 3               | 0  | — | —  | — | — | 3 | 0  | 6  | 0  |   |
| 2015 | 2               | 0  | — | —  | — | — | 9 | 0  | 11 | 0  |   |
| 2016 | —               | —  | 2 | 0  | — | — | 1 | 0  | 3  | 0  |   |
| 2017 | 9               | 0  | 8 | 0  | — | — | — | —  | 17 | 0  |   |
| 2018 | —               | —  | — | —  | 3 | 0 | 8 | 0  | 11 | 0  |   |
| 2019 | —               | —  | — | —  | — | — | 1 | 0  | 1  | 0  |   |
| 2020 | —               | —  | — | —  | — | — | 2 | 0  | 2  | 0  |   |
| 2021 | 4               | 0  | 3 | 0  | — | — | — | —  | 7  | 0  |   |
| Total selección | Total selección | 18 | 0 | 13 | 0 | 3 | 0 | 29 | 0  | 63 | 0 |
| (1) Incluye datos de la Copa Centroamericana (2011-17) / Copa Oro de la Concacaf (2011-21) / Copa América (2011). (2) Incluye datos de la Eliminatoria de Concacaf para la Copa Mundial (2015-21). (3) Incluye datos de la Copa Mundial (2018). |                 |    |   |    |   |   |   |    |    |    |   |

## Palmarés

### Títulos nacionales
| Título                         | Club               | País       | Año  |
| ------------------------------ | ------------------ | ---------- | ---- |
| Primera División de Costa Rica | Deportivo Saprissa | Costa Rica | 2010 |
| Torneo de Copa                 | Deportivo Saprissa | Costa Rica | 2013 |
| Primera División de Costa Rica | Deportivo Saprissa | Costa Rica | 2014 |
| Primera División de Costa Rica | Deportivo Saprissa | Costa Rica | 2014 |
| Primera División de Costa Rica | Deportivo Saprissa | Costa Rica | 2015 |
| Primera División de Costa Rica | Deportivo Saprissa | Costa Rica | 2016 |
| Primera División de Costa Rica | Deportivo Saprissa | Costa Rica | 2020 |
| Primera División de Costa Rica | Deportivo Saprissa | Costa Rica | 2021 |
| Supercopa de Costa Rica        | Deportivo Saprissa | Costa Rica | 2021 |
| Primera División de Costa Rica | Deportivo Saprissa | Costa Rica | 2022 |
| Primera División de Costa Rica | Deportivo Saprissa | Costa Rica | 2023 |
| Supercopa de Costa Rica        | Deportivo Saprissa | Costa Rica | 2023 |
| Recopa de Costa Rica           | Deportivo Saprissa | Costa Rica | 2023 |
| Primera División de Costa Rica | Deportivo Saprissa | Costa Rica | 2024 |

### Títulos internacionales
| Título                        | Equipo                         | Sede              | Año  |
| ----------------------------- | ------------------------------ | ----------------- | ---- |
| Campeonato Sub-20 de Concacaf | Selección Sub-20 de Costa Rica | Trinidad y Tobago | 2009 |

### Distinciones individuales
| Distinción                                                              | Año  |
| ----------------------------------------------------------------------- | ---- |
| Novato del Campeonato de Invierno 2009                                  | 2009 |
| Mejor gol de la Primera División de Costa Rica del Torneo Apertura 2024 | 2024 |